# Polygala amarella
Polygala amarella là một loài thực vật có hoa trong họ Polygalaceae. Loài này được Crantz miêu tả khoa học đầu tiên năm 1769.